# 马可福音第1章
马可福音1章是《新约圣经·马可福音》的第一章。它的首节“神的儿子，耶稣基督福音的开始”直接表明了马可的信仰。
不过，由于在通用希腊语中没有冠词，有些人建议将1章1节的ιησου χριστου υιου του θεου翻译为“神的一个儿子”。罗伯特·米勒的翻译是“耶稣受膏的好消息”，依据是 χριστου 意为“受膏”，而短语 υιου του θεου 并未见于少数早期见证人，“开始”可以指这卷书的开始，也可以指下一节，或者耶稣事迹的开始，因为马可福音只是开始描绘耶稣的生活，并没有记载他完整的传记。
马可说他是受膏的，等于宣告耶稣是弥赛亚，大卫王的继承者。马可总是使用源于希腊文译文的“基督”，却从不使用“弥赛亚”（史特朗号码G3323，源自于亚兰文“弥赛亚”的希腊语音译）。“神的儿子”这个表达在“犹太人的王”案件中等同于一位政治性的弥赛亚，但是也可以理解为神性的表达。 在马可福音中，直到马可福音 15章39节百夫长之前，只有反对耶稣的魔鬼才如此称呼耶稣。好消息可以指关于耶稣的消息，或者来自耶稣的消息，或者耶稣就是那好消息，或者以上建有。

## 施洗约翰

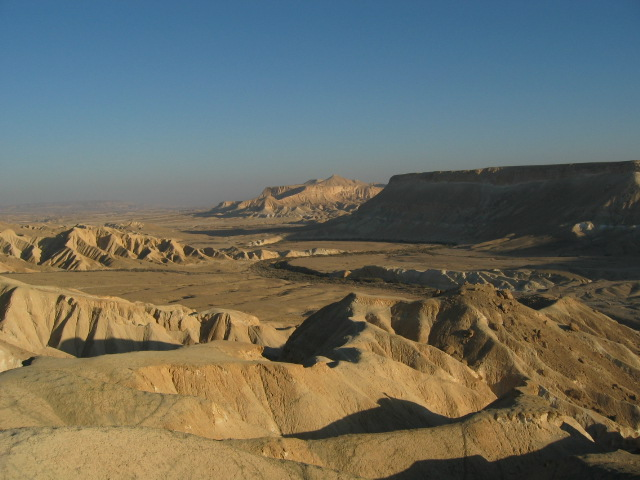
内盖夫沙漠

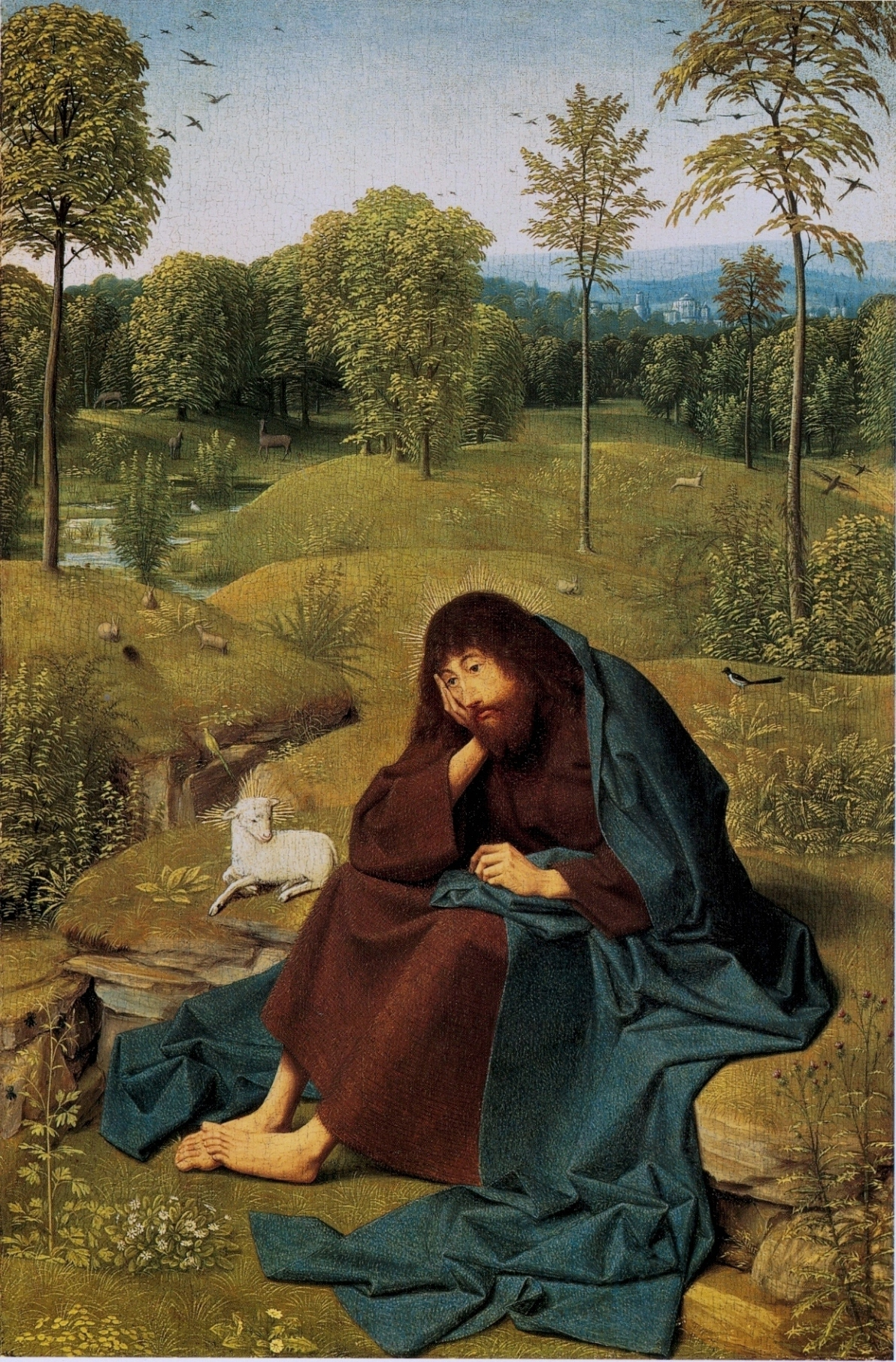
施洗约翰在旷野

在2节和3节，马可引用以赛亚书的预言；“正如先知以赛亚书上所记的”。但是这段引言与现存的各种以赛亚书版本都不完全吻合，包括后来发现的死海古卷。有些抄本中只写道“在先知书中”有人认为这可能显示他没有使用完整的犹太教圣经，而只是使用了一本引言摘抄。 这段关于旧约圣经中有关耶稣好消息的预言应验的引言看来是合成自 出埃及记、玛拉基书和以赛亚书：出埃及记 23:20, 玛拉基书 3:1和以赛亚书 40:3。马可认为这些就是指施洗约翰。

## 耶稣的受浸与受试探

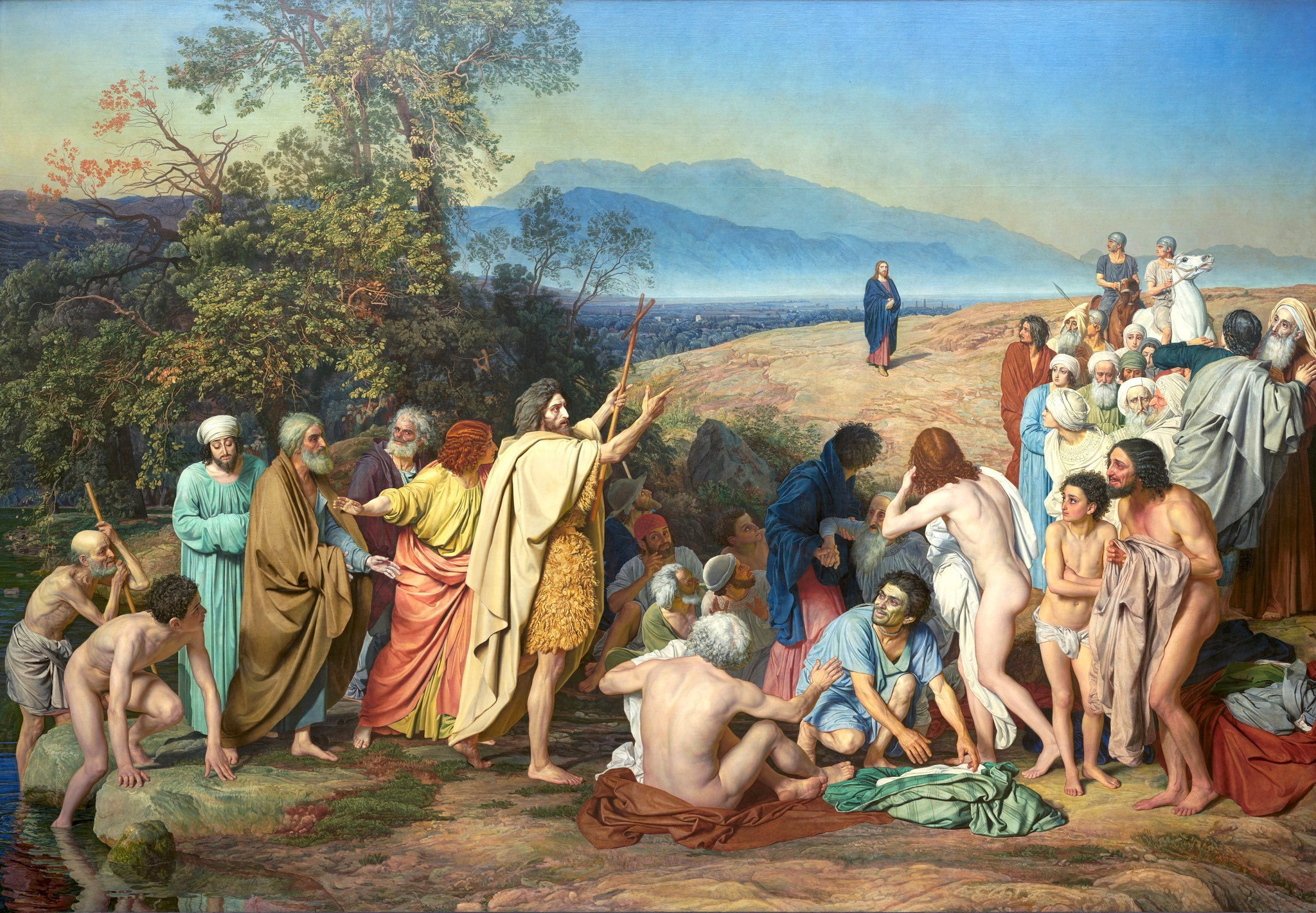
耶稣出现在群众中

从天上来的声音称耶稣为“蒙爱的”。这个用词使它与《創世記》第22章参中的以撒相联系，在那里，亚伯拉罕显示他向耶和华的忠诚 
随后，圣灵立刻（Kai euthys，史特朗号码 G2117）引导他到旷野，接受撒但试探40天。40是圣经中一个常见的数字，例如诺亚洪水是40天创世记 7章，出埃及记中，以色列人在旷野中40年，在《列王紀上》第19章第8节参，以利亚也用了40昼夜前往何烈山。

## 呼召四门徒

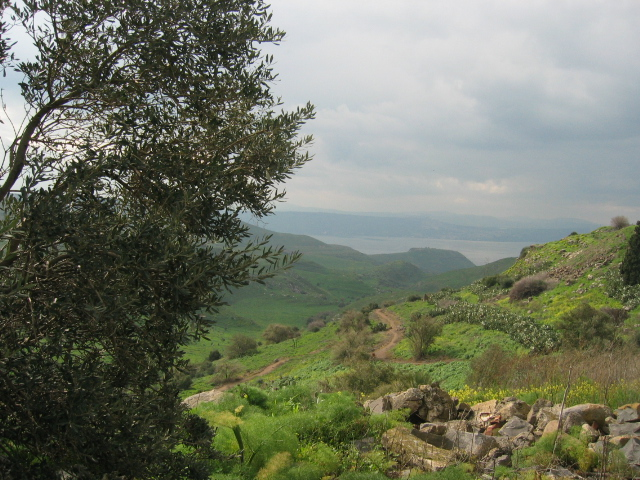
以色列北部风光

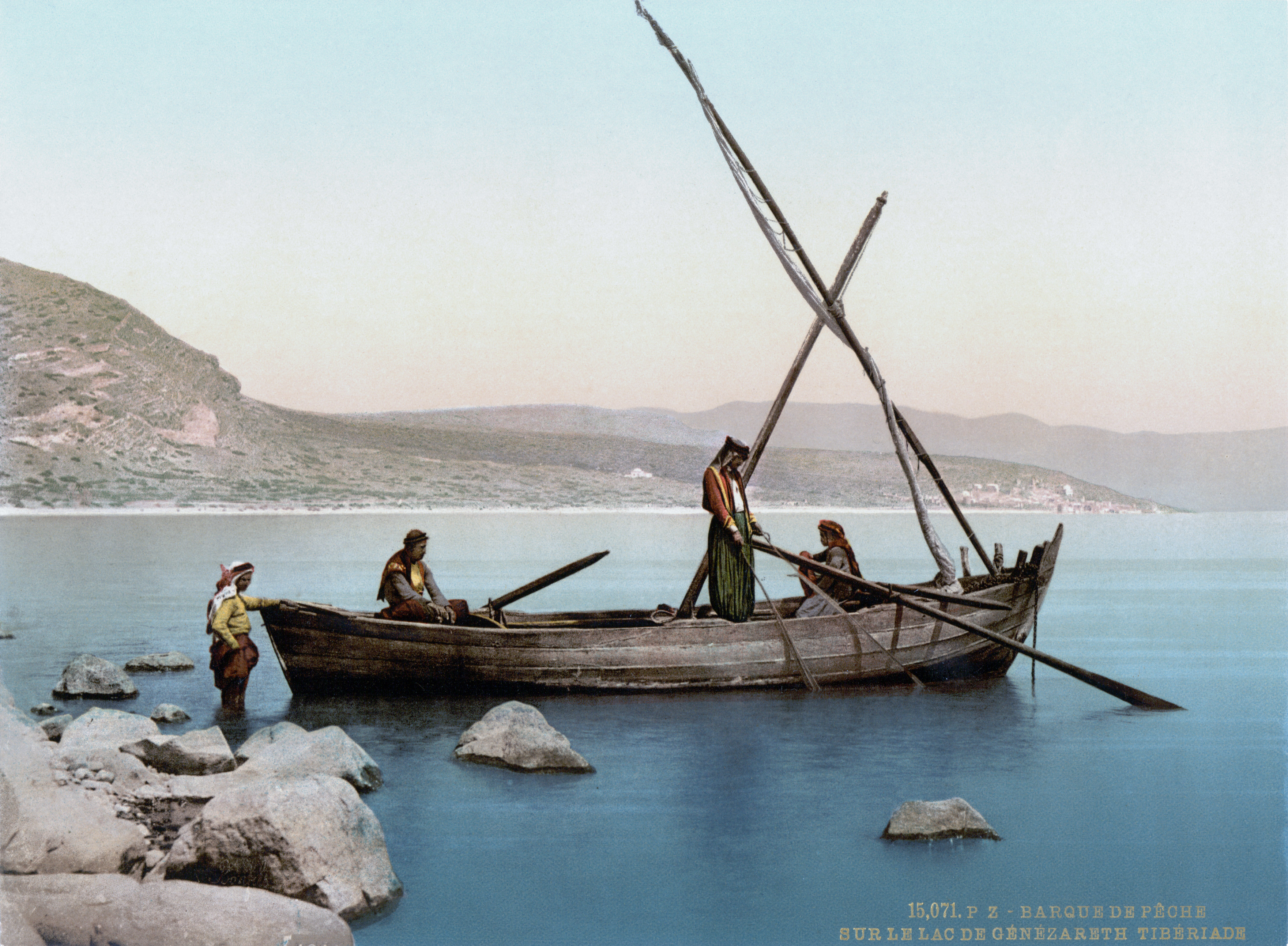
加利利海的渔夫，1890-1900年

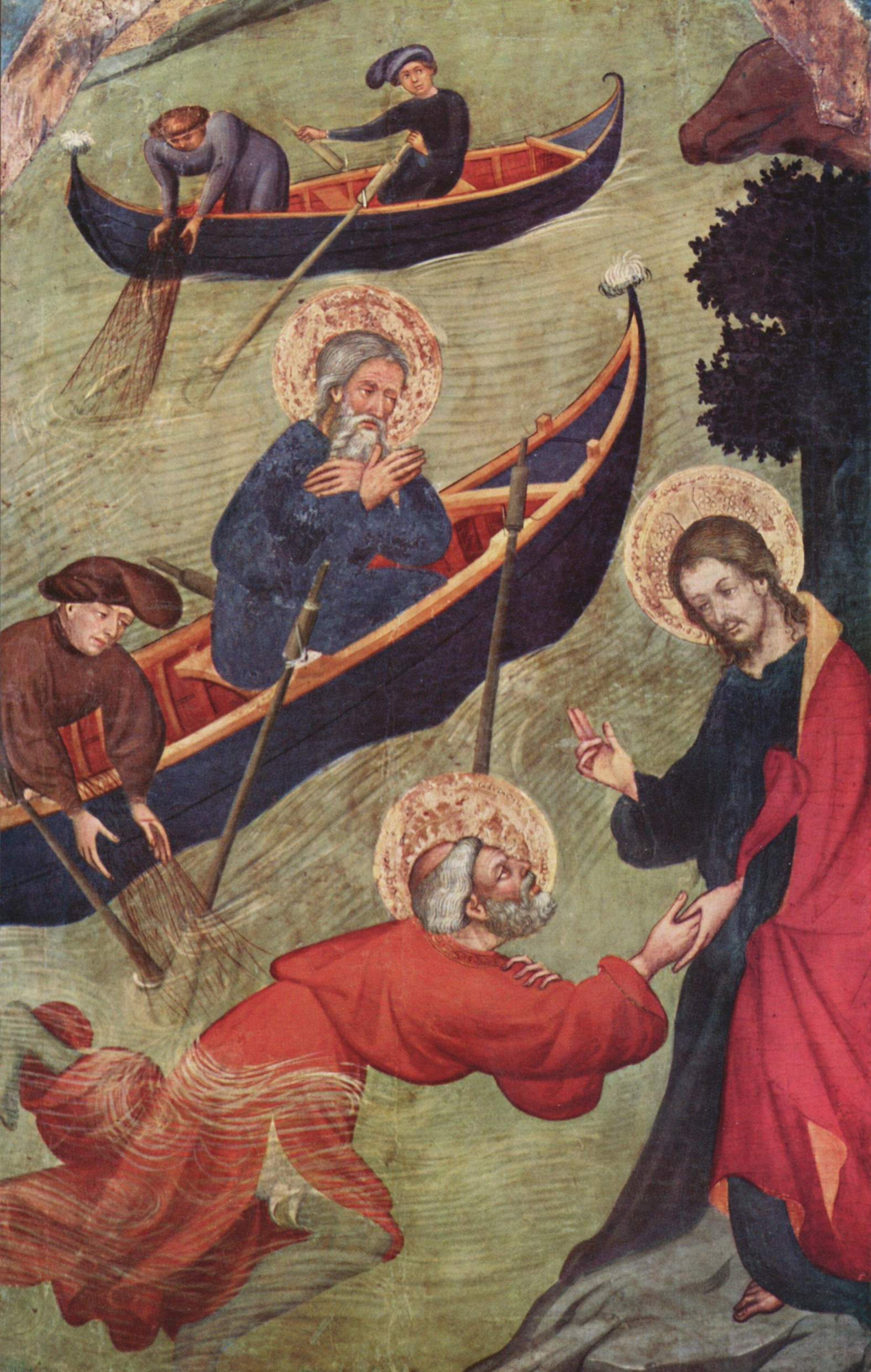
耶稣呼召彼得

耶稣来到加利利，传讲“天国近了”（ēngiken）。
耶稣来到加利利海边，找到彼得（名字意为石头）

## 耶稣在迦百农和加利利之旅

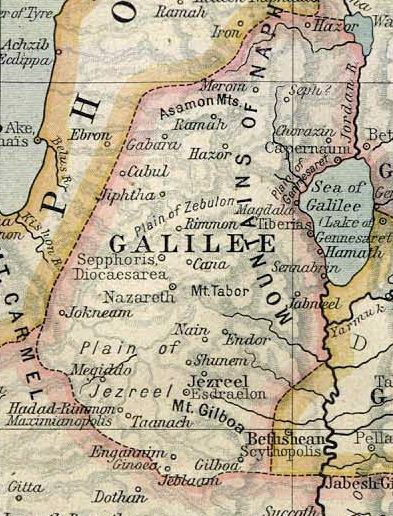
加利利地图，迦百农在右上方，拿撒勒在中部

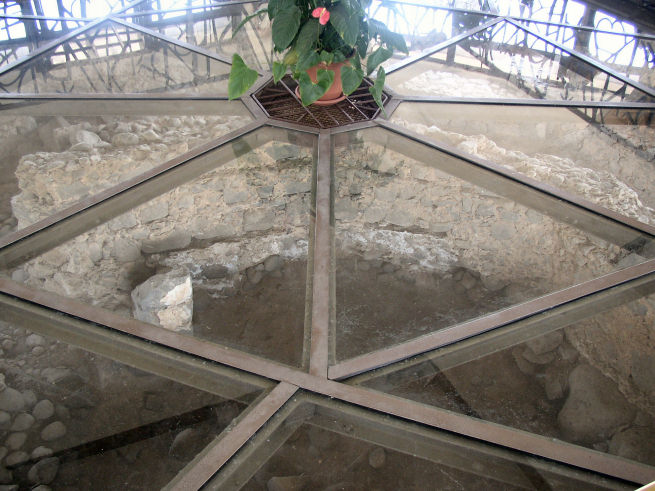
迦百农天主教堂下面所谓的彼得旧居废墟